# Campeonato Mundial de Atletismo Júnior de 2012 - Lançamento de dardo masculino
A prova do lançamento de dardo masculino do Campeonato Mundial de Atletismo Júnior de 2012 ocorreu entre os dias 12 e 13 de julho em Barcelona, na Espanha. 

## Recordes
Antes desta competição, os recordes mundiais e do campeonato nesta prova eram os seguintes:
|     | Nome                   | Nacionalidade | Distância | Local  | Data                |
| --- | ---------------------- | ------------- | --------- | ------ | ------------------- |
| WJR | Zigismunds Sirmais     | Letónia       | 84.69 m   | Bauska | 22 de junho de 2011 |
| CR  | John Robert Oosthuizen | África do Sul | 83.07 m   | Pequim | 19de agosto de 2006 |

## Medalhistas
| Ouro                  | Prata               | Bronze              |
| Keshorn Walcott (TRI) | Braian Toledo (ARG) | Morné Moolman (RSA) |

## Cronograma
Todos os horários são locais (UTC+1).
| Data        | Hora  | Evento       |
| ----------- | ----- | ------------ |
| 12 de julho | 09:00 | Qualificação |
| 13 de julho | 20:25 | Final        |

## Resultados

### Qualificação
Qualificação: 72,00 m (Q) ou pelo menos melhor 12 qualificado (q) 
| Posição | Grupo | Atleta                    | Nacionalidade     | Tentativas | Tentativas | Tentativas | Resultados | Notas           |
| Posição | Grupo | Atleta                    | Nacionalidade     | 1          | 2          | 3          | Resultados | Notas           |
| ------- | ----- | ------------------------- | ----------------- | ---------- | ---------- | ---------- | ---------- | --------------- |
| 1       | B     | Luke Cann                 | Austrália         | 74.54      |            |            | 74.54      | Q               |
| 2       | A     | Keshorn Walcott           | Trinidad e Tobago | 74.17      |            |            | 74.17      | Q               |
| 3       | A     | William White             | Austrália         | 73.55      |            |            | 73.55      | Q               |
| 4       | B     | Morné Moolman             | África do Sul     | 72.64      |            |            | 72.64      | Q               |
| 5       | A     | Jaka Muhar                | Eslovênia         | 65.46      | 72.55      |            | 72.55      | Q               |
| 6       | B     | Braian Toledo             | Argentina         | 72.48      |            |            | 72.48      | Q               |
| 7       | A     | Bernhard Seifert          | Alemanha          | 72.47      |            |            | 72.47      | Q               |
| 8       | A     | Intars Išejevs            | Letónia           | 72.09      |            |            | 72.09      | Q               |
| 9       | B     | Joni Karvinen             | Finlândia         | 67.73      | X          | 71.96      | 71.96      | q,              |
| 10      | B     | Norbert Rivasz-Tóth       | Hungria           | 63.66      | 63.60      | 69.47      | 69.47      | q,              |
| 11      | A     | Yuriy Kushniruk           | Ucrânia           | 65.62      | 63.43      | 69.00      | 69.00      | q               |
| 12      | B     | Rajesh Kumar Bind         | Índia             | 68.08      | 68.90      | 65.43      | 68.90      | q               |
| 13      | A     | Konsta Koskela            | Finlândia         | 66.46      | 64.28      | 68.83      | 68.83      | Recorde pessoal |
| 14      | A     | Håkon Løvenskiold Kveseth | Noruega           | 64.38      | 61.75      | 68.45      | 68.45      | Recorde pessoal |
| 15      | B     | Markus Kosok              | Alemanha          | 62.54      | 68.22      | 65.10      | 68.22      |                 |
| 16      | A     | Chao-Tsun Cheng           | Taipé Chinesa     | 62.81      | 66.19      | 67.88      | 67.88      |                 |
| 17      | B     | Alain de Deugd            | Países Baixos     | 65.72      | X          | 68.02      | 68.02      |                 |
| 18      | A     | Jurriaan Wouters          | Países Baixos     | 63.31      | 61.87      | 67.55      | 67.55      |                 |
| 19      | A     | Alexander Pascal          | Ilhas Caimã       | 63.48      | 67.41      | 67.00      | 67.41      |                 |
| 20      | B     | Nicoliai Bovelle          | Barbados          | 67.39      | 65.11      | 59.17      | 67.39      |                 |
| 21      | A     | Devin Bogert              | Estados Unidos    | 67.27      | 64.83      | 63.00      | 67.27      |                 |
| 22      | B     | Zhangxuan Ye              | China             | 67.00      | 63.11      | 65.32      | 67.00      |                 |
| 23      | B     | Paulo Enrique da Silva    | Brasil            | 64.61      | 63.14      | 66.43      | 66.43      |                 |
| 24      | A     | Marius Simanavicius       | Lituânia          | X          | 66.41      | X          | 66.41      |                 |
| 25      | B     | Sean Keller               | Estados Unidos    | 66.33      | 65.86      | 66.06      | 66.33      |                 |
| 26      | A     | Sebastian Thörngren       | Suécia            | 66.10      | 64.47      | 62.66      | 66.10      |                 |
| 27      | A     | Janeil Craigg             | Barbados          | 66.10      | X          | 63.28      | 66.10      |                 |
| 28      | B     | Sho Tanaka                | Japão             | 66.04      | X          | X          | 66.04      |                 |
| 29      | B     | Yeram Kim                 | Coreia do Sul     | 60.77      | X          | 65.73      | 65.73      |                 |
| 30      | B     | Sindri Gudmundsson        | Islândia          | 57.91      | 62.51      | 65.26      | 65.26      |                 |
| 31      | A     | Ali Kilisli               | Turquia           | X          | 64.81      | 64.35      | 64.81      |                 |
| 32      | B     | Adriaan Stephanus Beukes  | Botswana          | 60.67      | 64.58      | 62.43      | 64.58      |                 |
| 33      | A     | Raul Stefan Rusu          | Roménia           | 62.45      | 53.68      | 64.10      | 64.10      |                 |
| 34      | A     | Pablo Bugallo             | Espanha           | X          | 63.70      | X          | 63.70      | Recorde pessoal |
| 35      | A     | Matti Mortimore           | Reino Unido       | 60.28      | 63.24      | 58.53      | 63.24      |                 |
| 36      | B     | Blaž Marn                 | Eslovênia         | 63.19      | X          | X          | 63.19      |                 |
| 37      | B     | Kacper Oleszczuk          | Polónia           | 57.67      | 62.93      | 62.18      | 62.93      |                 |
| 38      | B     | Jakub Duras               | Eslováquia        | 62.61      | X          | X          | 62.61      |                 |
| 39      | A     | Tyler Renton              | Canadá            | 58.74      | 62.47      | 59.90      | 62.47      |                 |
| 40      | B     | Chia-Ho Ku                | Taipé Chinesa     | 55.01      | 62.21      | 57.12      | 62.21      |                 |
| 41      | B     | Mauro Fraresso            | Itália            | 61.73      | 57.53      | X          | 61.73      |                 |
| 42      | B     | Mkarem Al-Mahamid         | Síria             | X          | X          | 59.95      | 59.95      |                 |
| 43      | A     | Andrej Benák              | Eslováquia        | 59.21      | 54.34      | 57.84      | 59.21      |                 |
| 44      | A     | Albert Martirosyan        | Armênia           | 53.65      | 55.07      | 53.83      | 55.07      |                 |
| 45      | B     | Evan Karakolis            | Canadá            | 54.71      | X          | 55.65      | 55.65      |                 |
| 46      | B     | Marcis Grens              | Letónia           | X          | X          | 47.54      | 47.54      |                 |

### Final
A prova final foi realizada no dia 13 de julho ás 20:25. 
| Posição           | Atleta              | Nacionalidade     | Tentativas | Tentativas | Tentativas | Tentativas | Tentativas | Tentativas | Resultados | Notas                |
| Posição           | Atleta              | Nacionalidade     | 1          | 2          | 3          | 4          | 5          | 6          | Resultados | Notas                |
| ----------------- | ------------------- | ----------------- | ---------- | ---------- | ---------- | ---------- | ---------- | ---------- | ---------- | -------------------- |
| Medalha de ouro   | Keshorn Walcott     | Trinidad e Tobago | 70.77      | 77.03      | 69.75      | X          | 75.67      | 78.64      | 78.64      |                      |
| Medalha de prata  | Braian Toledo       | Argentina         | 73.45      | 77.09      | 74.32      | 71.07      | 75.11      | 74.58      | 77.09      |                      |
| Medalha de bronze | Morné Moolman       | África do Sul     | 71.53      | 75.63      | X          | 75.12      | 76.29      | 75.14      | 76.29      | Recorde pessoal      |
| 4                 | Bernhard Seifert    | Alemanha          | X          | 75.84      | X          | X          | 74.12      | X          | 75.84      | Recorde da temporada |
| 5                 | Intars Išejevs      | Letónia           | 71.52      | 69.79      | X          | 71.68      | 72.04      | 74.12      | 74.12      |                      |
| 6                 | Joni Karvinen       | Finlândia         | 70.90      | X          | 68.33      | X          | 70.63      | X          | 70.90      |                      |
| 7                 | Luke Cann           | Austrália         | 70.15      | 62.31      | 69.69      | 69.61      | 68.88      | 65.19      | 70.15      |                      |
| 8                 | William White       | Austrália         | 66.33      | 69.62      | 60.74      | 65.03      | 66.06      | 67.09      | 69.62      |                      |
| 9                 | Yuriy Kushniruk     | Ucrânia           | X          | 66.18      | 69.19      |            |            |            | 69.19      |                      |
| 10                | Rajesh Kumar Bind   | Índia             | 65.33      | 69.00      | 63.55      |            |            |            | 69.00      |                      |
| 11                | Jaka Muhar          | Eslovênia         | 66.48      | 65.91      | X          |            |            |            | 66.48      |                      |
| 12                | Norbert Rivasz-Tóth | Hungria           | 66.12      | 61.29      | 64.32      |            |            |            | 66.12      |                      |

Legenda
| Recorde mundial       | Recorde mundial (World record)               |                       | Recorde africano                      | Recorde africano (African) |                                           | Q | Classificado por posição (Qualified) |
| Recorde do campeonato | Recorde do campeonato (Championship record)  | Recorde da América    | Recorde da América (Americas)         | q                          | Classificado por melhor tempo (Qualified) |   |                                      |
| Melhor marca do ano   | Melhor marca do ano (World leading)          | Recorde asiático      | Recorde asiático (Asian)              | DNS                        | Não largou (Did not start)                |   |                                      |
| Recorde nacional      | Recorde nacional (National record)           | Recorde europeu       | Recorde europeu (European)            | DNF                        | Não terminou (Did not finish)             |   |                                      |
| Recorde pessoal       | Recorde pessoal do atleta (Personal best)    | Recorde da Oceania    | Recorde da Oceania (Oceania)          | DSQ / DQ                   | Desclassificado (Disqualified)            |   |                                      |
| Recorde da temporada  | Recorde da temporada do atleta (Season best) | Recorde sul-americano | Recorde sul-americano (South America) | NM                         | Sem marca (No mark)                       |   |                                      |